# Tisámeno (hijo de Orestes)
En la mitología griega, Tisámeno, hijo de Orestes y de Hermíone, sucedió a su padre en el trono de Argos, Micenas y Esparta. Durante su reinado los Heráclidas regresaron al Peloponeso reclamando el reino de Argos, liderados por Aristodemo, Témeno, Óxilo y Cresfontes. Murió en la batalla final que libró contra éstos, los cuales se repartieron sus dominios. Según otras fuentes no murió en esta batalla, sino que una vez que fue expulsado por los dorios se desplazó junto con sus súbditos aqueos hasta la parte norte del Peloponeso, donde vivían entonces los jonios y pidieron ser admitidos pacíficamente entre sus territorios, pero los jonios supusieron que Tisámeno acabaría gobernándolos, por lo que entablaron una guerra en la que vencieron los aqueos y expulsaron a los jonios, pero Tisámeno murió en la batalla. Fue sepultado en Hélice y posteriormente sus huesos fueron llevados a Esparta.
| Predecesor: Orestes | Reyes de Argos   | Sucesor: Témeno               |
| Predecesor: Orestes | Reyes de Micenas | Sucesor: -                    |
| Predecesor: Orestes | Reyes de Esparta | Sucesor: Eurístenes y Procles |